# Tibbermore

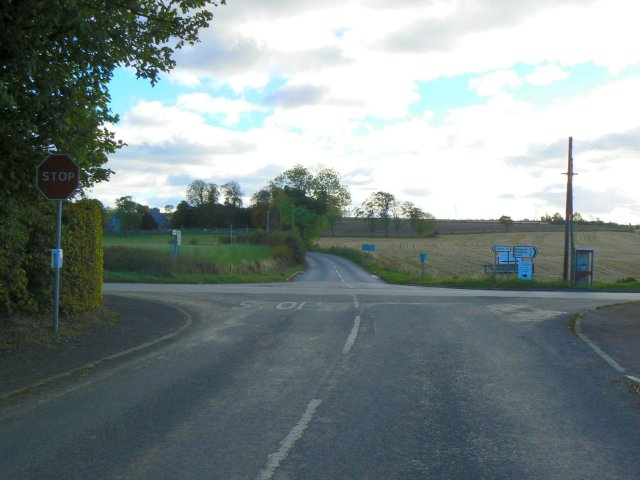
Kreuzung im Südwesten von Tibbermore

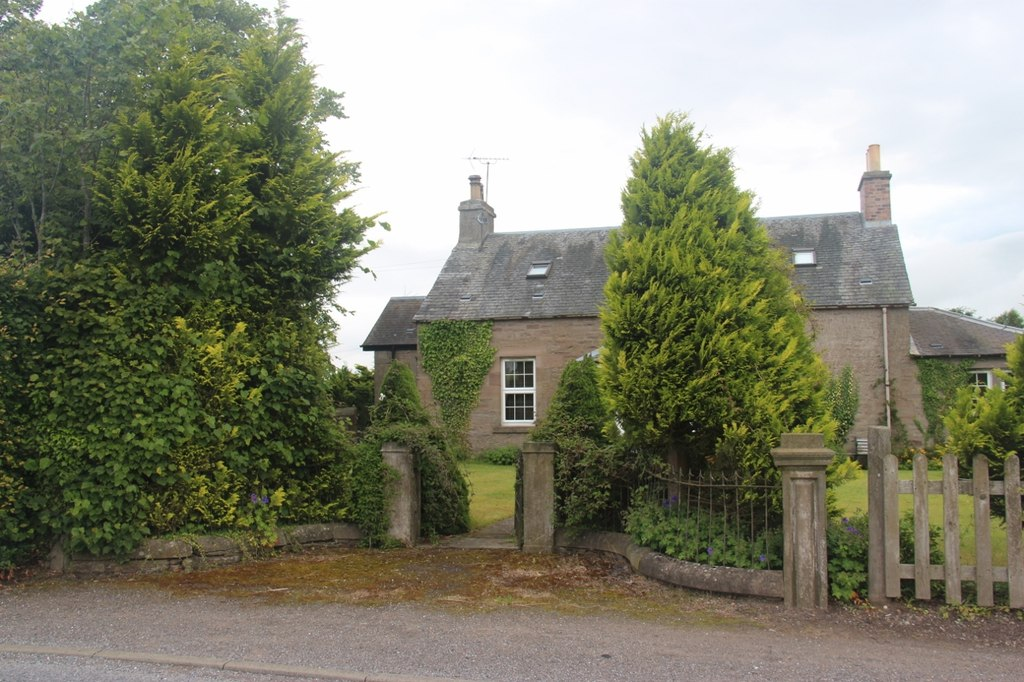
Haus am Südrand von Tibbermore

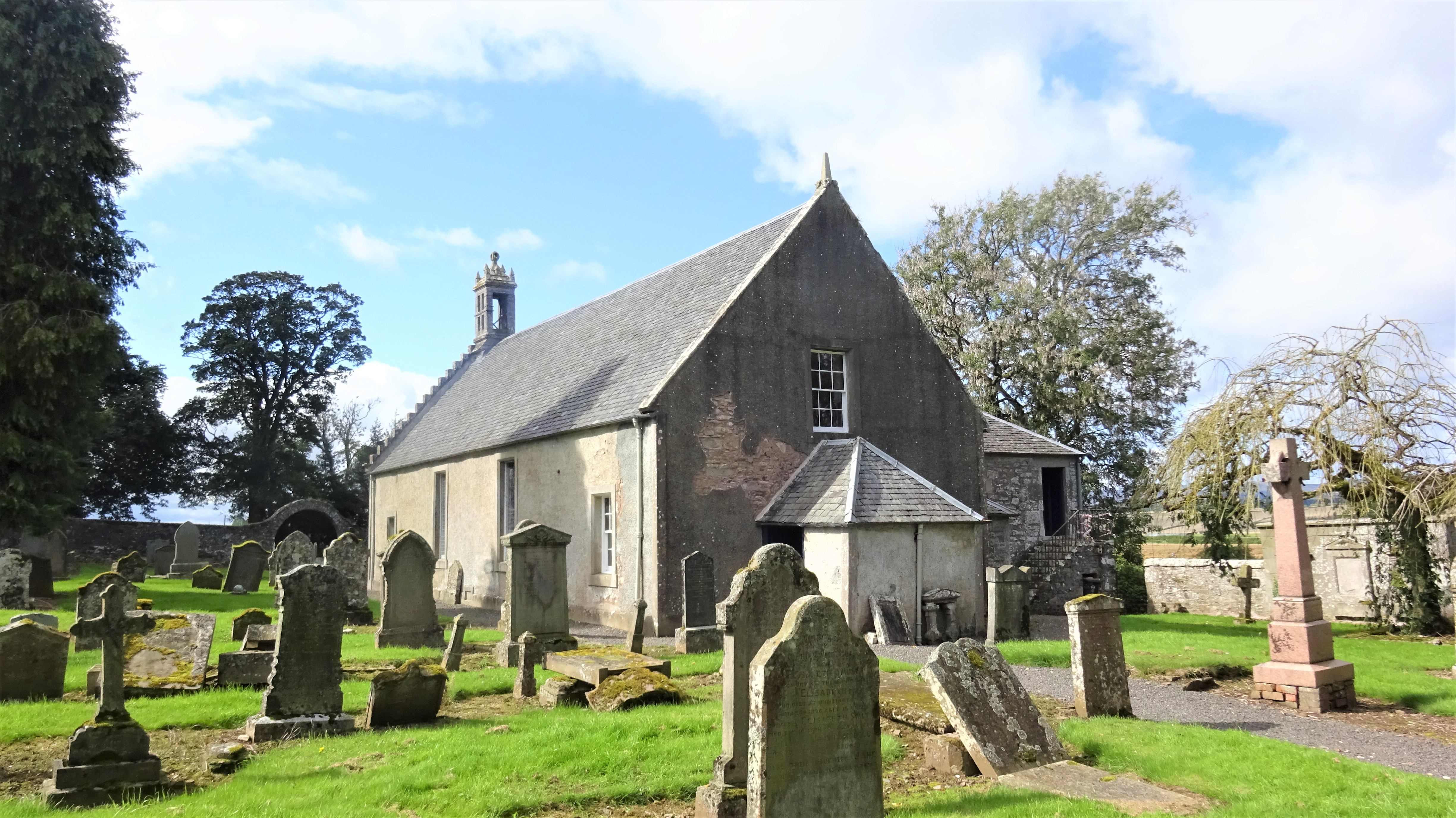
Die Kirche und der Friedhof

Tibbermore ist eine kleine Ortschaft, die im Norden von Schottland westlich von Perth in der Region Perth and Kinross liegt. Im Rahmen der historischen Gliederung Schottlands in Civil Parishes bildet es den Hauptort einer gleichnamigen Einheit, die zu Perthshire gehörte.

## Geographie
Tibbermore liegt in einer flachwelligen, dünnbesiedelten und durch Landwirtschaft geprägten Gegend. Nach Perth sind es etwa fünf Kilometer. Kleinere Ortschaften in der Nähe sind Newmiln im Westen und Huntingtower im Osten.
Die südliche Begrenzung des Ortes bildet die nachrangige C410. Sie verbindet Perth im Osten mit Crieff im Westen. Im Südwesten von Tibbermore kreuzt sie eine andere Landstraße, die, in nördlicher Richtung, nach Methven führt.

## Historisch Bedeutsames
Etwas außerhalb im Süden von Tibbermore stehen drei Bauwerke, die als Listed Building in unterschiedlichen Kategorien eingestuft wurden. Es sind die Kirche Tibbermore Parish Church mit dem zugehörigen Friedhof und Pfarrhaus.